# Ветрови страсти
Ветрови страсти (порт. Aquarela do Brasil) бразилска је минителеновела, продукцијске куће Реде Глобо, снимана 2000.
У Србији је приказивана 2002. на Првом програму Радио-телевизије Србије.

## Синопсис
Романтична прича смештена у Рио де Жанеиру током 1940-их, прати каријеру младе певачице у златном добу радио-станица.
У турболентном времену, Други Светски Рат одлична је позадина за разне интриге локалних политичара, које прати популарна радио-станица и њене звезде.
Исаура напушта свој родни град желећи да постане славна радио певачица и како би доказала невиност свог стрица. Међутим, бива подељена између два скроз различита мушкарца, једног пијанисте и једног војника. Капетан Елио Агилар је војник и патриота настањен у граду како би истражио Фелипеа, осумњиченог за нацистичку шпијунажу. Исин стриц је у прошлости био хапшен због учествовања у разним акцијама. Иако се куне да је невин, Фелипеа хапсе и одводе у Рио де Жанеиро. Марио Лопес је боемски пијаниста, опчињен Исом и жели да јој помогне да постане славна певачица. Исаура упознаје и Арманда Васкеза, власника станице Радио Кариока, који је ожењен са Дулсе и има тајну авантуру са помоћницом Велмом. Армандо помаже Исаури да постане звезда и даје јој уметничко име Иса Галвао.

## Улоге
| Глумац:                 | Улога:              |
| ----------------------- | ------------------- |
| Едсон Селулари          | Капетан Елио Агијар |
| Марија Фернанда Кандидо | Иса Галвао          |
| Тијаго Ласерда          | Марио Лопес         |
| Данијела Ескобар        | Бела Ландау         |
| Нортон Насимијенто      | Бемол               |
| Адријана Леса           | Неиде               |
| Фернанда Родригес       | Луиза               |
| Миријам Риос            | Зулеика             |
| Роберто Батаглин        | Поручник Гомес      |
| Чика Хавијер            | Селесте             |
| Фернанда Муниз          | Кларита             |
| Талита Кастро           | Марина              |
| Дебора Оливиери         | Матилде             |
| Тери Фигуера            | Милтон              |
| Лусијано Сафир          | Маурисио            |
| Граса Берман            | Софија              |
| Џон Сигнорели           | Алваро              |
| Жилберто Марморош       | Жакоб               |
| Малу Вале               | Сораја              |
| Силвио Ђундане          | Даго                |
| Тарсијана Сад           | Татиана             |